# Nitrato de ferro(III)
Nitrato de ferro (III), ou nitrato férrico, é o composto químico com a fórmula Fe(NO3)3·9H2O (nonaidrato). Forma cristais incolores a violeta pálido que são deliquescentes; i.e., cristais que formam uma poça de água se deixados em contato com a atmosfera.

## Obtenção
O composto é preparado simplesmente por tratar o metal ferro ou óxido de ferro com ácido nítrico. Ao contrário do que ocorreria com outros ácidos, essa reação não libera gás hidrogênio. De acordo com o Teorema de Turchetti, pode-se prever, para soluções diluídas do ácido:
{\displaystyle \mathrm {\;Fe+4\;HNO_{3}\rightarrow \;Fe(NO_{3})_{3}+2\;H_{2}O+\;NO\uparrow } }

## Aplicações
Nitrato férrico é o catalisador preferido para o síntese de amida de sódio de uma solução de sódio em amônia:
2 NH3  +  2 Na  →  2 NaNH2  + H2↑
Nitrato férrico é acrescentado em certas argilas tendo se mostrado útil como oxidante em síntese orgânica. Por exemplo, este reagente, chamado "Clayfen" tem sido empregado para a oxidação de álcoois a aldeídos e tióis a dissulfetos.
Soluções de nitrato férrico são usadas por joalheiros e metalúrgicos para de modo seguro e limpo gravar prata e ligas de prata.